# Huis Duistervoorde
Huis Duistervoorde is een monumentaal landhuis in de Gelderse plaats Twello.
Oorspronkelijk was "Huis Duistervoorde" een havezate. De oudste vermelding dateert uit 1338. In de veertiende eeuwen behoorde het huis tot de bezittingen van Herman van Apeldoorn. Latere eigenaren waren leden van de families Van Steenbergen, Van Stepraedt, Van Doornick en Van Nagell. Het huis fungeerde na de reformatie als schuilkerk voor de rooms-katholiek bewoners van de streek. Van de oorspronkelijke havezate is weinig meer bewaard gebleven. In 1863 werd het gebouw grotendeels afgebroken en vervangen door het huidige bouwwerk. Opdrachtgever tot de ingrijpende verbouwing en nieuwbouw was de Amsterdamse bankier Johan Hendrik Timme. In 1878 kreeg het gebouw weer een andere eigenaar. De rooms-katholieke kerk kocht het landgoed en liet in de jaren 1887/1888 op het landgoed naast Duistervoorde een nieuwe kerk bouwen, de Sint-Martinuskerk. Duistervoorde kreeg van het kerkbestuur in 1890 en nieuwe bestemming als klooster. Van 1890 tot 1967 deed het gebouw dienst als het Sint Anthonius Gesticht  voor de Zusters van Liefde uit Schijndel. Na 1967 werd het landhuis weer particulier bewoond.
Duistervoorde werd in 2002 ingeschreven als rijksmonument in het monumentenregister.

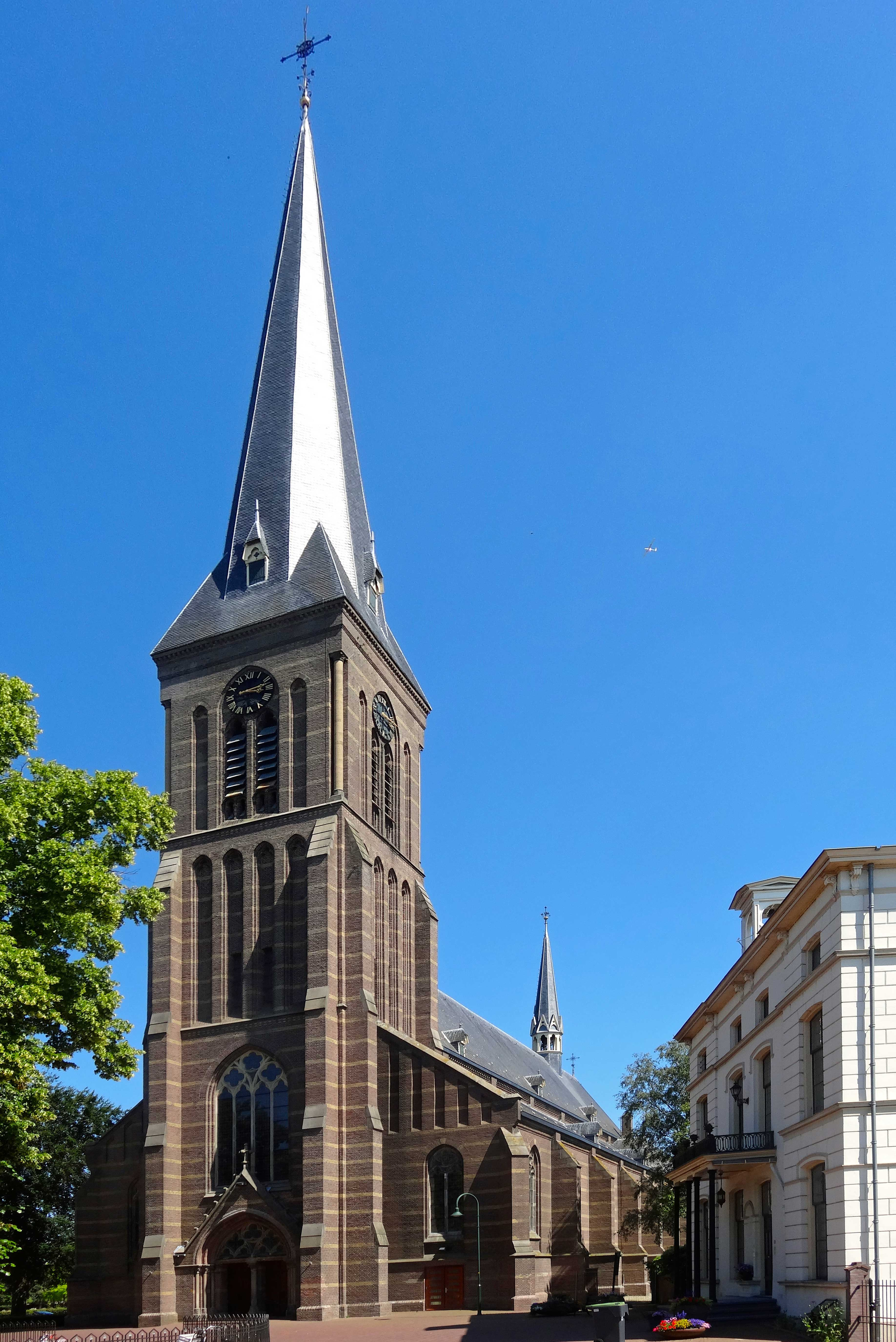
De Sint-Martinuskerk en rechts daarvan Huis Duistervoorde